# Une leçon clinique à la Salpêtrière
Une leçon clinique à la Salpêtrière est un tableau peint en 1887 par l'artiste français Pierre Aristide André Brouillet.

## Histoire
L'auteur, André Brouillet, est un élève de Jean-Léon Gérôme. Son tableau est exposé au Salon des artistes le 1er mai 1887, puis Brouillet demande à la direction des Beaux-Arts que l'État achète son tableau. Il reçoit une réponse positive et une proposition pour un montant de 3 000 francs. La toile est ensuite attribuée au musée de Nice, puis à l'hôpital neurologique et neurochirurgical Pierre Wertheimer de Lyon, et semble ne plus être exposée après 1891, jusqu'à l'exposition « Vienne, naissance d'un siècle, 1880-1938 », au Musée national d'art moderne Georges-Pompidou. Il est depuis en dépôt au Musée d'histoire de la médecine (Paris) et suspendu dans un couloir de l'université Paris Descartes.

## Le tableau
Le tableau, dont les dimensions sont de 290 cm de hauteur sur 430 cm de largeur, représente une scène imaginée d'une démonstration scientifique contemporaine de la réalisation de la toile : le médecin Jean-Martin Charcot donne une leçon clinique à l'hôpital de la Salpêtrière à Paris, devant un parterre d'une trentaine de spectateurs. Ce public est essentiellement masculin, seules trois femmes sont représentées à droite du tableau, elles appartiennent d'ailleurs à l'hôpital, il s'agit de la patiente, d'une surveillante et d'une infirmière.
Ce tableau montre Charcot en train de reproduire artificiellement chez sa patiente, Blanche Wittman, les symptômes associés au quatrième stade de la crise d'hystérie, sous hypnose. Ses assistants initiaient l'état d'hypnose avant la leçon, souvent en ayant recours au son d'un gong ou à un mouvement de pendule. Charcot utilisait la suggestion hypnotique pour déclencher la crise d'hystérie chez la patiente. Dans la scène représentée par Brouillet, la patiente est Blanche Wittman, observable à droite de Charcot, soutenue par l'assistant de celui-ci, Joseph Babinski. Le cou de Blanche Wittman est tourné vers la gauche, tandis que son bras et sa main gauche sont rigides, avec la posture caractéristique de la main, repliée sur elle-même. La surveillante générale, Marguerite Bottard, à droite de Babinski, ainsi que l'infirmière, Mlle Écary, à l'extrémité droite du tableau, parent à l'éventualité d'une chute de la patiente inconsciente.
Parmi les spectateurs, Georges Gilles de La Tourette, au premier plan, au centre du tableau, porte un tablier blanc ; Paul Richer, assis à la table à gauche de Charcot, un crayon à la main, dessine la scène ; Léon Le Bas, administrateur de l'hôpital, Jean-Baptiste Charcot, fils de Charcot, alors étudiant en médecine ; Jules Clarétie, journaliste, administrateur de la Comédie-Française et auteur en 1891 d'une nouvelle intitulée Les Amours d'un interne ; Pierre Marie qui reprend la chaire de Charcot à la Salpêtrière en 1917.
Sans le vouloir, le peintre met en évidence l'erreur de Charcot qui ne se rend pas compte du caractère artificiel de la situation : ses explications verbales et le tableau accroché au mur suggèrent à la malade la crise qu'elle commence à jouer. Deux infirmières sont déjà prêtes à la déposer sur la civière, lorsqu'elle s'effondrera totalement.
D'autre part, toute la lumière du tableau se dirige vers la gorge à demi-dénudée de la patiente. Deux ans plus tard, c'est chez Charcot que Sigmund Freud aura la révélation de la nature sexuelle de la névrose.

## Les leçons de Jean-Martin Charcot à la Salpêtrière

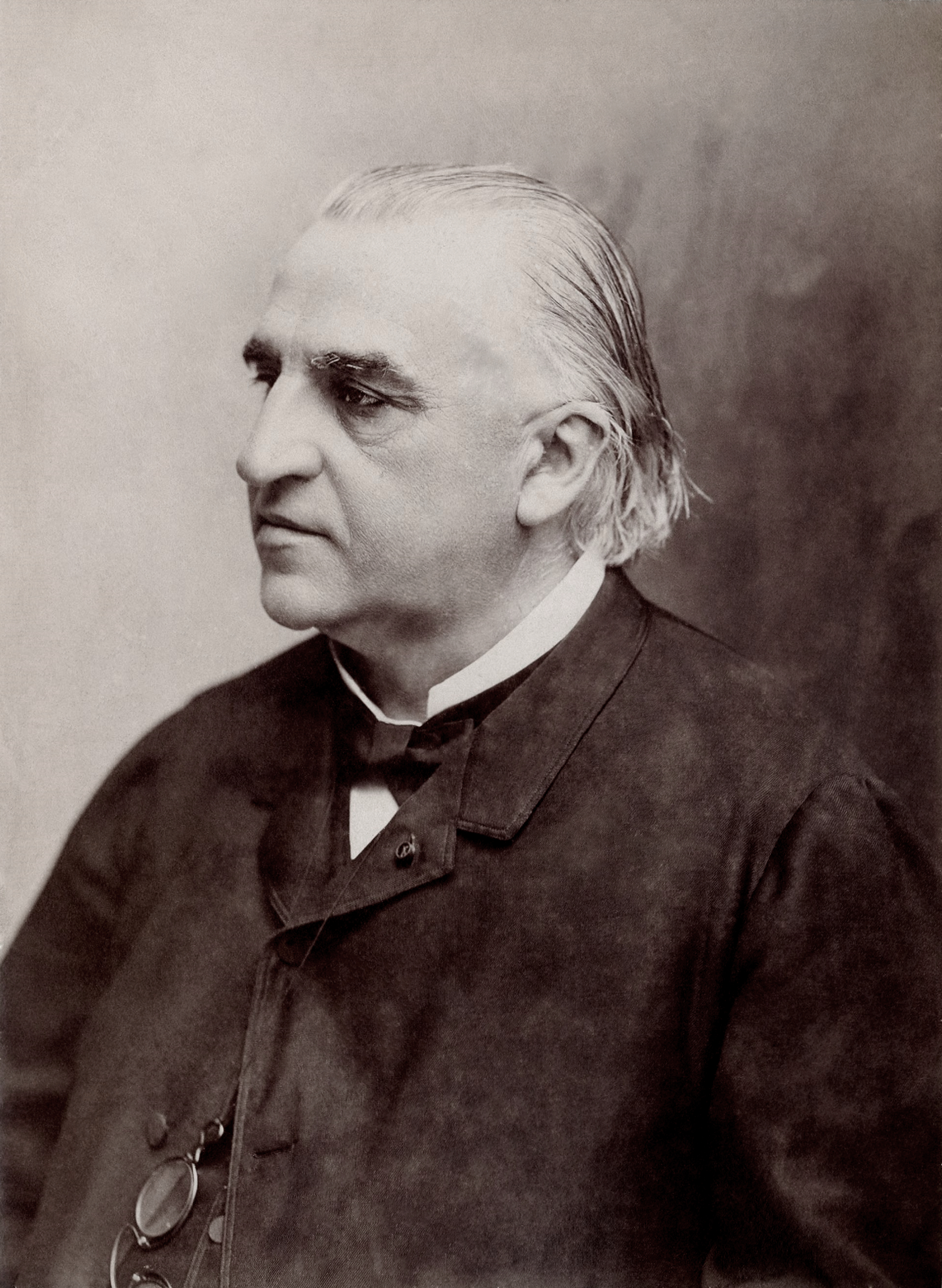
Jean-Martin Charcot, par Nadar

Il donne sa première leçon sur l'hystérie à la Salpêtrière, en juin 1870, proposant un renouvellement de l'approche scientifique de ce trouble qui prenait en compte non seulement les traits physiologiques mais aussi psychologiques. Il exprimait ses doutes à l'égard des témoignages rapportés de guérison miraculeuse et de rémissions spontanées. S'appuyant sur une recherche de Pierre Briquet, publiée en 1859, dans laquelle celui-ci faisait analyser 430 cas d'hystérie collectés sur une période de dix ans. Charcot considérait l'hystérie comme un effet d'une souffrance neurologique d'une partie du cerveau concernée par les émotions et les affects, il suggérait que cette affection pouvait être en partie héréditaire et notait qu'elle pouvait concerner des sujets masculins, même si elle était surtout présente chez des femmes. Il s'est efforcé de démontrer que la « grande attaque » hystérique était un état neurologique qui suivait un déroulement caractéristique, en plusieurs étapes identifiées :
1. la période épileptoïde
2. la période des contorsions parfois dite de « clownisme » (notamment la position en arc-de-cercle)
3. la période des attitudes passionnelles
4. la période de délire

Charcot avait également étudié les travaux de John Russell Reynolds (en), qui faisait l'hypothèse, lors d'une contribution que Charcot avait suivie, en juillet 1869, lors d'une journée d'étude de la British Medical Society, que les désordres les plus sérieux du système nerveux, qui provoquaient paralysie, troubles des fonctions motrices, spasmes, souffrance physique, et plus généralement, une altération pathologiquedes sensations, pouvaient s'originer dans un trouble émotionnel ou de la pensée pathologiques, soulignant qu'il fallait, selon lui, distinguer les cas liés à une lésion organique de ceux liés à une fixation pathologique. Charcot propose un prolongement à ces premières hypothèses, notamment en confirmant l'existence d'une hystérie masculine, en reliant comme facteur déclenchant une expérience traumatique précoce et en proposant de considérer que l'hystérie était un désordre dynamique du système nerveux, sans base anatomique manifeste.
Pour imposer ce point de vue, il s'est surtout attaché à documenter les cas cliniques d'hystérie, en montrant des épisodes de crise, durant ses leçons, mais également en généralisant, dans son service, le recours à la photographie médicale. Albert Londe, l'un des pionniers de la photographie médicale, prenait des photographies, et Paul Richer réalisait des croquis d'après ces photographies. Le dessin qui représente une patiente, visible au mur à gauche du tableau, a ainsi été réalisé par Richer, d'après une photographie d'Albert Londe. Il est également possible que Brouillet ait représenté les personnages d'après leur portrait photographique.

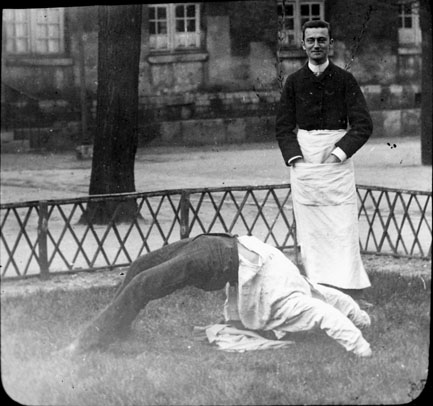
Photographie d'une scène représentant la deuxième phase d'une attaque d'hystérie (« arc de cercle »).

Charcot utilise l'hypnose pour investiguer les processus physiologiques qui causent la crise d'hystérie. À partir de 1878, il donne des leçons hebdomadaires et publiques les vendredis, auxquelles assistent médecins, personnel médical de l'hôpital, mais aussi artistes, personnalités politiques, personnalités du monde médical, tels James Jackson Putnam ou Adolf Meyer, ou encore Sigmund Freud, encore jeune médecin. Parmi les amis de Charcot, Bourneville l'encourage à poursuivre cette recherche, notamment en le faisant publier dans la revue Progrès médical. Joseph Babinski, représenté à droite de Charcot sur le tableau, le seconde dans ses recherches à partir de la fin des années 1880. Le succès de ces leçons est tel qu'elles se tiennent finalement dans une salle de 400 places.

## Critiques à l'égard des leçons à la Salpêtrière
La mise en scène des leçons valut à Charcot « le reproche de théâtralisme ». Charcot s'en est défendu, tout en admettant que les patientes hystériques pouvaient exagérer les manifestations de leur mal durant les crises, alors qu'elles se sentaient observées ou admirées. Il resta convaincu que les symptômes hystériques étaient réels, ce que Blanche Wittman confirma dans un entretien en 1906, assurant qu'elle ne s'était pas sentie exploitée, durant ces leçons, et niant qu'elle ait feint les symptômes hystériques. Elle soulignait, dans cet entretien, la rigueur montrée par Charcot à l'égard des simulateurs, et son manque de patience à l'égard de ceux qui tentaient de le tromper.

## Postérité

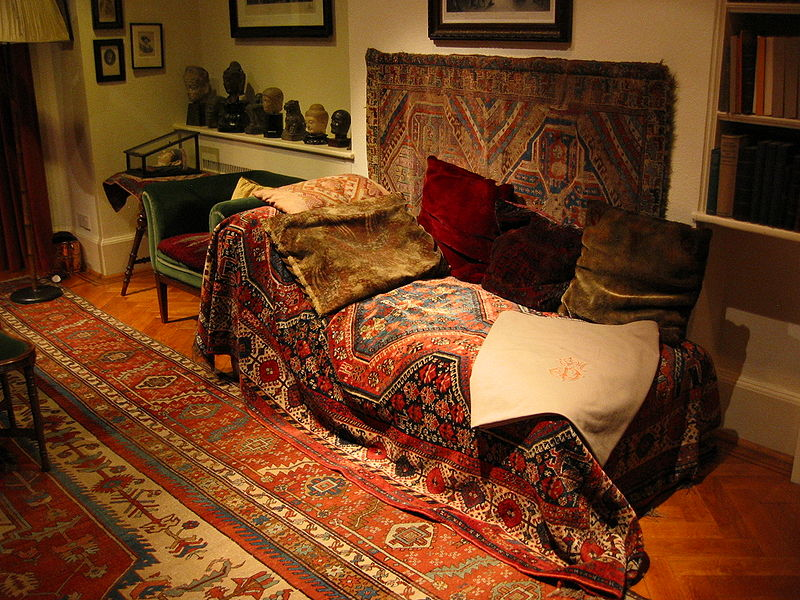
Le divan de Freud, Freud Museum.

Le succès du tableau fut suffisamment important pour que des reproductions en soient faites, notamment sous forme de lithographie par Eugène Louis Pirodon. Sigmund Freud, qui a été un élève de Jean-Martin Charcot durant l'hiver 1885-1886 et a traduit ses ouvrages en allemand, a conservé toute sa vie une lithographie suspendue au-dessus de son divan d'analyste, d'abord à Vienne, puis durant son exil à Londres, où elle est exposée au Freud Museum.

## Les spectateurs à la leçon
- Blanche Wittman
- Joseph Babinski
- Paul Richer
- Alfred Naquet
- Charles Féré
- Georges Gilles de la Tourette
- Édouard Brissaud
- Paul Adrien Berbez
- Romain Vigouroux
- Désiré-Magloire Bourneville
- Henry Parinaud
- Théodule Ribot
- Philippe Burty
- Marguerite Bottard, surveillante générale
- Mlle Écary, infirmière
- Pierre Marie
- Alix Joffroy
- Henry Berbez
- Albert Londe
- Gilbert Ballet
- Jules Clarétie
- Paul Arène
- Albert Gombault
- Léon Le Bas, directeur de la Salpêtrière[15]
- Georges Guinon
- Édouard Lelorrain
- Jean-Baptiste Charcot
- Mathias Duval
- Maurice Debove
- Victor Cornil